# 庫克山脈
庫克山脈（英語：Cook Mountains）是南極洲的山脈，位於馬洛克冰川和達爾文冰川之間，部分由英國探險隊從羅斯冰架發現，該山脈以詹姆斯·庫克命名。
79°25′S 158°00′E / 79.417°S 158.000°E